# Microchilus aspidogynoides
Microchilus aspidogynoides är en orkidéart som beskrevs av Paul Ormerod. Microchilus aspidogynoides ingår i släktet Microchilus och familjen orkidéer. Inga underarter finns listade i Catalogue of Life.